# Подъяловская, Ирина Борисовна
Ири́на Бори́совна Подъяло́вская (19 октября 1959, Вишенька, Могилёвская область или Вишенька, Могилёвская область — 13 августа 2024) — советская легкоатлетка (бег на средние дистанции), чемпионка и призёр чемпионатов СССР, рекордсменка СССР и мира, Заслуженный мастер спорта СССР (1984). Выпускница МОГИФКа.

## Биография
В 1970 году начала заниматься плаванием.
В 1973 году в Солигорске переключилась на лёгкую атлетику.
В 1977 году в Киеве на II Всесоюзных играх молодёжи выполнила норматив мастера спорта СССР.
В 1975 году в Харькове в матче СССР — ГДР дебютировала в составе юниорской сборной страны.
В 1983 году на Спартакиаде Москвы заняла первое место и выполнила норматив мастера спорта СССР международного класса. В том же году стала чемпионкой страны в беге на 800 метров, победительницей Мемориала братьев Знаменских и дебютировала в составе основной сборной страны на летней Универсиаде 1983 года в Эдмонтоне (Канада), где завоевала золото в беге на 800 метров.
На следующий год в Москве в эстафете 4×800 метров в составе сборной команды страны установила действующий мировой рекорд (7 мин. 50,17 сек.). Также была победительницей в международных соревнованиях «Дружба — 1984» на дистанции 800 м. (1 мин. 57,31 сек.).
Являлась начальником тренерского штаба международной частной спортивной школы по циклическим видам спорта I Love Supersport.
Скончалась 13 августа 2024 года после продолжительной болезни из-за рака лёгких.

## Спортивные результаты
- Лёгкая атлетика на летней Спартакиаде народов СССР 1983 года —  (800 м);
- Чемпионат СССР по лёгкой атлетике в помещении 1984 года —  (800 м);